# ثمر الروح القدس

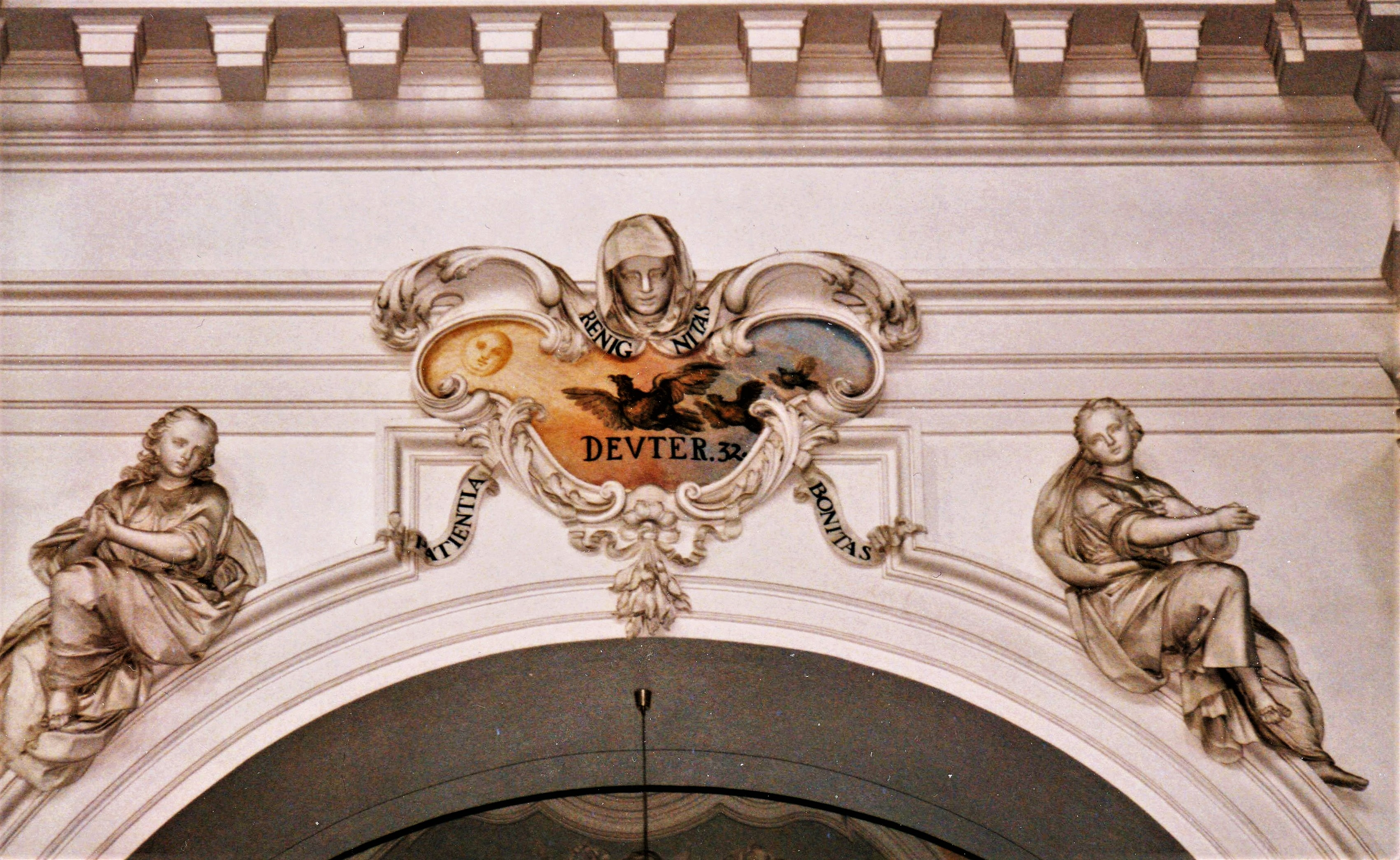
دوم سانت سلفاتور (فولدا)

ثمر الروح القدس (يشار إليه أحيانًا بشكل خاطئ باسم ثمار الروح القدس) هو مصطلح كتابي يلخص تسع سمات لشخص أو جماعة تعيش بما يتفق مع الروح القدس، وفقًا للفصل الخامس من الرسالة إلى أهل غلاطية: «ولكن ثمر الروح هو الحب والفرح والسلام والصبر واللطف والخير والإخلاص والإصلاح والسيطرة على النفس». يتباين الثمر مع أعمال الجسد التي تسبقه مباشرة في هذا الإصحاح.
تتبع الكنيسة الكاثوليكية النسخة اللاتينية من غلاطية في الاعتراف باثنتي عشرة صفة من صفات الثمر: المحبة (caritas) والفرح (gladium) والسلام (pax) والصبر (patientia) واللطف (benignitas) والإصلاح (bonitos) والوداعة (mansuetudo) والإيمان (fides) والتواضع (modestia) والقارة (continentia) والعفة (castita). وقد دافع توماس الأكويني عن هذا التقليد في كتابه الخلاصة اللاهوتية، وتُرسّخ في العديد من التعليم المسيحي الكاثوليكي، بما في ذلك التعليم الديني في بالتيمور، والتعليم الديني في بيني، وتعليم الكنيسة الكاثوليكية.

## التعريفات

### الإحسان غير المشروط
يشير أغابي (الحب، اليونانية: agape، اللاتينية: caritas) إلى الإحسان الذي لا حد له والنوايا الحسنة التي تسعى دائمًا إلى تحقيق أقصى فائدة للآخرين، بغض النظر عن سلوكهم. إنه حب يعطي مجانًا دون أن يطلب أي شيء في المقابل ولا يأخذ في الاعتبار قيمة موضوعه. أغابي هو حب بالاختيار أكثر من كونه فلسفيًا، وهو حب بالصدفة؛ ويشير إلى الإرادة بدلًا من العاطفة. يصف أغابي حب الله غير المشروط للعالم. يصف بولس المحبة في 1 كورنثوس 4:13-8.
المتصفح بالحب صبور، عطوف، لا يحسد، ولا يتباهى ولا يهين الآخرين، ولا يسعى وراء الذات، ولا يغضب بسهولة، ولا يحتفظ بسجل للأخطاء. الحب لا يبتهج بالشر بل يبتهج بالحقيقة. دائمًا يحمي، دائمًا يثق، دائمًا يأمل، دائمًا يصمد، والمحب لا يفشل ابدًا.
وفقًا لقاموس سترونغ اليوناني، فإن كلمة (aγάπη (G26 تعني الحب، أي المودة أو الإحسان.
- النطق: ag-ah'-pay
- جذر الكلمة (أصل الكلمة): (ἀγαπάω (G25

وردت الكلمة الاغريقية aγάπη (أغابي) مئة وسبع عشرة مرة في مئة وست آيات في الكتاب المقدس القياسي الأمريكي الجديد.

### الفرح بالله
الفرح بالله (اليونانية: chara، اللاتينية: gaudium) المشار إليه هنا أعمق من مجرد السعادة. هو متجذر في الله ويأتي منه. وبما أنه يأتي من الله، فهو أكثر هدوءًا واستقرارًا من السعادة الدنيوية، والتي تعد مجرد مشاعر عاطفية وتدوم فقط لبعض الوقت.
حسب لقاموس سترونغ اليوناني، الكلمة اليونانية المدرجة في الآية هي (χαρά (G5479، وتعني الفرح أو «السعادة» أو «مصدر الفرح». وردت الكلمة اليونانية (χαρά)  تسعًا وخمسين مرة في سبع وخمسين آية في التوافق اليوناني لناسب.
- الكلمة الأصلية: χαρά, ᾶς, ἡ من χαίρω) G5463)
- الترجمة الحرفية: شارا
- التهجئة الصوتية: ('Khar-ah)

### القناعة في جميع الظروف
القناعة في جميع الظروف (اليونانية: eirene، اللاتينية: pax) الكلمة اليونانية (سترونغ G1515)، الترجمة الصوتية: (إي ري ني)، قد تكون مشتقة من الفعل εἴρω eírō (للانضمام)، وتعني السلام (بالمعنى الحرفي أو المجازي)؛ ضمنيًا، الإرخاء: سلام، هدوء، راحة، إعادة واحد مرة أخرى.
تأتي كلمة (eirene) اليونانية من الكلمة العبرية شالوم، والتي تعبر عن الكمال أو الهدوء في الروح التي لا تتأثر بالظروف أو الضغوط الخارجية. وكلمة (eirene) تشير بقوة إلى سيادة السلام.
تكررت الكلمة اليونانية اثنين وتسعين مرة في ست وثمانين آية في طبعة الملك جيمس على شكل KJV. تترجم KJV في (1515 قاموس سترونغ) بالطريقة التالية: السلام (89x)، واحد (1x)، الراحة (1x)، الهدوء (1x).
وُصِفَ يسوع بأنه أمير السلام (لقب مُعطى ليسوع المسيح للإشارة إليه)، الذي يجلب السلام إلى قلوب الذين يرغبون فيه. يقول في يوحنا 14:27 «سَلاماً أَتْرُكُ لَكُمْ. سَلامِي أُعْطِيكُمْ. لَيْسَ كَمَا يُعْطِي الْعَالَمُ أُعْطِيكُمْ أَنَا. فَلا تَضْطَرِبْ قُلُوبُكُمْ، وَلا تَرْتَعِبْ». قال في إنجيل متى (5: 9): «طوبى لصانعي السلام، لأنهم سيُدعون أبناء الله».

### رفضانتقامالذات
الصبر (اليونانية: makrothumia، اللاتينية: longanimitas) عام، طبق العالم اليوناني هذه الكلمة على رجل يمكنه الانتقام لنفسه ولكنه لم يفعل. غالبًا ما تُستخدم هذه الكلمة في الكتاب المقدس اليوناني للإشارة إلى الله وموقف الله تجاه البشر. يصف سفر للخروج 34: 6 الرب بأنه «بطيء الغضب وغني باللطف والإخلاص».
في بعض الترجمات، الصبر هو «طول المعاناة» أو «التحمل»، ويعرف في قاموس سترونغ بكلمتين يونانيتين، makrothumia وhupomone. تأتي الأولى (mak-roth-oo-meeah) من makros التي تعني طويل، وthumos، وتعني المزاج. تشير الكلمة إلى التساهل، والصبر، والثبات، والتحمل، وطول المعاناة. كما تشمل makrothumia القدرة على تحمل الاضطهاد وسوء المعاملة. يصف الشخص الذي لديه القدرة على ممارسة الانتقام ولكنه يمارس ضبط النفس بدلاً من ذلك. (سترونغ #3115)
تترجم الأخيرة hoop-om-on ay) hupomone) إلى: التحمل والثبات، والمثابرة، والاستمرارية، والصمود، والصبر والتحمل. تجمع الكلمة بين hupo «تحت» وmone و«البقاء». يصف القدرة على الاستمرار في التحمل في ظل الظروف الصعبة، ليس مع الرضا السلبي، ولكن مع ثبات مفعم بالأمل يقاوم بنشاط الإرهاق والهزيمة، تُفهم (سترونغ #5281) إلى جانب «hupomone» (اليونانية ὑπομονή) بشكل أكبر على أنها «عكس الجبن أو اليأس». «بتواضع ووداعة، وطول المعاناة، متسامحين مع بعضنا البعض في المحبة».

### رد الشر بالخير
اللطف (اليونانية: chrestotes، اللاتينية: benignitas) في اليونانية، يُدعى النبيذ القديم «chrestotes» ويعني ناعم. استخدمت هذه الكلمة في متى 11:30، «فإن نيري هين وحملي خفيف».
اللطف هو عمل يخدم مصلحة الناس بغض النظر عما يفعلونه.
(قاموس سترونغ #5544): اللطف هو الخير في العمل، وحلاوة التصرف، واللطف في التعامل مع الآخرين، والإحسان، واللين، والود. تصف الكلمة القدرة على العمل من أجل خير الذين يرهقون صبرك. يزيل الروح القدس الصفات المهينة من شخصية الشخص الخاضع لسيطرته.
تأتي كلمة chrestotes اليونانية من (chrestote، khray-stot-ace)، والتي تعني إظهار اللطف أو أن تكون ودودًا مع الآخرين، وغالبًا ما تصف الأشخاص الذين كانوا لطفاء وديعين وخيرين تجاه رعاياهم. وكل من أظهر هذه النوعية من اللطف عُدَّ رحيمًا ومراعيًا ومتعاطفًا وإنسانيًا وطيبًا ولطيفًا. يستخدم الرسول بولس هذه الكلمة ليصف لطف الله غير المفهوم مع الناس الذين لم يخلصوا (راجع رومية 11:22؛ أفسس 2: 7؛ تيطس 3: 4).